# NGC 7693
NGC 7693 is een spiraalvormig sterrenstelsel in het sterrenbeeld Vissen. Het hemelobject werd op 1 december 1882 ontdekt door de Amerikaanse astronoom Asaph Hall.

## 14 Piscium
Het stelsel NGC 7693 bevindt zich, vanaf de aarde gezien, schijnbaar net ten westen van de ster 14 Piscium. Amateurastronomen kunnen 14 Piscium aanwenden als gidsster om het stelsel NGC 7693 op te zoeken.

## Synoniemen
- MCG 0-60-3
- ZWG 381.6
- NPM1G -01.0596
- PGC 71720